# AFAS Personal
AFAS Personal (voorheen Yunoo en nu MijnGeldzaken Huishoudboekje) is een website die inzicht geeft in privérekeningen. Hierdoor wordt het een online huishoudboekje genoemd.

## Werking
AFAS Personal deelt de transacties in en analyseert deze. De grafieken die hieruit voortkomen, laten zien waar geld aan wordt uitgegeven. Er wordt ook weergegeven wat het bestedingsgedrag is vergeleken met anderen. Om onnodige kosten te voorkomen kunnen ook contracten worden ingevoerd, waarna AFAS Personal de gebruiker herinnert aan de opzegtermijn en de mogelijkheid geeft om een contract op te zeggen. Op 25 november 2010 werd het toenmalige Yunoo uitgeroepen tot Website van het Jaar 2010. Daarnaast kreeg Yunoo, in een vergelijkende test met digitale kasboekjes, het hoogste rapportcijfer van de Consumentenbond qua gebruiksmogelijkheden. Yunoo werd op 4 oktober 2011 overgenomen door het bedrijf AFAS Software, waarna de naam gewijzigd werd in AFAS Personal. In juli 2019 werd AFAS Personal overgenomen door de onafhankelijke website MijnGeldzaken.nl. Naast inzicht in inkomsten en uitgaven krijgen gebruikers via deze website ook toegang tot financiële planning en advies.

## Verdienmodel
Het verdienmodel van MijnGeldzaken.nl is gericht op het geven van onafhankelijk inzicht in de persoonlijke financiële situatie aan gebruikers. Het platform werkt volgens het freemium-model. Gebruikers kunnen gratis gebruik maken van het platform. Is men tevreden en wil men meer mogelijkheden, dan is er een betaalde versie. De site is vrij van reclames of ongewenste aanbiedingen. Daarnaast wordt de website gebruikt voor het geven van persoonlijk advies door professionele onafhankelijke adviseurs. Ook worden diensten aangeboden aan werkgevers die hun werknemers willen ondersteunen bij het maken van keuzes in de loopbaan en inzicht willen geven in de arbeidsvoorwaarden.

## Rechtszaak
In juli 2014 diende een kort geding tegen AFAS dat was aangespannen door ING. Wie namelijk bij AFAS zijn huishoudboekje wilde bijhouden, kon dat door een automatische koppeling te maken tussen AFAS-software en zijn eigen bank. Vrijwel alle banken hebben echter in hun algemene voorwaarden staan dat die accountgegevens persoonlijk zijn en niet met andere partijen gedeeld mogen worden. ING zegt dat campagnes om klanten ervan bewust te maken dat ze hun gegevens niet invullen op andere sites, hiermee onderuit worden gehaald.
De rechter volgde deze redenatie en stelde ING in het gelijk: “Het gaat er ING c.s. immers om dat het voor de particuliere betaalrekeninghouder niet duidelijk is wanneer het invoeren van zijn persoonlijke inloggegevens op een andere site dan die van de bank veilig is en wanneer niet. Daarom is de gezamenlijke boodschap die de Nederlandse banken uitdragen dat dergelijke gegevens geheim moeten worden gehouden en alleen op de site van de eigen bank mogen worden ingevoerd. De automatische koppeling van AFAS staat daar haaks op.”